# ФК „Спортист“ (Драговищица)
"Спортист" (Драговищица) е футболен клуб от село Драговищица, София област. Цветовете на клуба са зелено, черно, черно. През сезон 2024/25 г. мъжкият му отбор е част от ОФГ София - западна подгрупа.

## История
Футболният отбор на Драговищица е основан през 1948 г. под името „Болшевик“. Първоначално играе домакинствата си на вече несъществуващото игрище във вилната зона над селото. През годините „Болшевик“ се утвърждава като един от най-коравите за побеждаване тимове сред непрофесионалистите от София и областта. Почти всички футболисти са били родом от селото.
Огромен успех е второто място на националния междуселски шампионат през 60-те години на 20. век. „Болешвик“ се гордее и с приятелски мач срещу гостуващия Левски (София) в Драговищица. Отборът няколко пъти играе плейофи за попълване на трета дивизия. След 1989 г. „Болшевик“ се преименува на "Спортист".
В края на 90-те години, поради финансови и организационни причини, отборът преустановява дейност. През 2006 г. се взима решение за рестарт на футбола в селото чрез възраждане на местния тим под името „Спортист-2006“.
От сезон 2010/11 г. неизменно e част от ОФГ София - западна подгрупа и през повечето сезони се намесва в борбата за челните места, въпреки че повечето му съперници са от общински центрове и разпологат със в пъти по-голям бюджет. През същия сезон „Спортист“ е на последния етап от областните елиминации за Купата на България и само загуба с дузпи го разделя от домакинство на елитния Любимец.
Клубът играе бараж за влизане в Югозападна трета лига през сезон 2012/13 г., когато печели всичките си мачове от пролетния полусезон. 
През май 2017 г. „Спортист“ печели дебютното от общо трите издания на турнира за „Купата на кмета“ на Костинброд.
През май 2022 г., по случай празника на селото, клубът организира „Купа Драговищица“, в който участие взимат както „Спортист“, така и още три клуба, които са спрени от участие в първенствата от системата на БФС.

## Сезони
| Сезон   | Група                        | Място |
| 2006/07 | ОФГ София - западна подгрупа | 6     |
| 2007/08 | ОФГ София - западна подгрупа | 4     |
| 2010/11 | ОФГ София - западна подгрупа | 3     |
| 2011/12 | ОФГ София - западна подгрупа | 2     |
| 2012/13 | ОФГ София - западна подгрупа | 4     |
| 2013/14 | ОФГ София - западна подгрупа | 5     |
| 2014/15 | ОФГ София - западна подгрупа | 5     |
| 2015/16 | ОФГ София - западна подгрупа | 3     |
| 2016/17 | ОФГ София - западна подгрупа | 10    |
| 2017/18 | ОФГ София - западна подгрупа | 3     |
| 2018/19 | ОФГ София - западна подгрупа | 3     |
| 2019/20 | ОФГ София - западна подгрупа | 8     |
| 2020/21 | ОФГ София - западна подгрупа | 6     |
| 2021/22 | ОФГ София - западна подгрупа | 10    |
| 2022/23 | ОФГ София - западна подгрупа | 9     |
| 2023/24 | ОФГ София - западна подгрупа | 5     |
| 2024/25 | ОФГ София - западна подгрупа | 9     |

### Баланс (до 6 април 2024 г.)
| Като         | Мачове | Победи | Равенства | Загуби | Вкарани голове | Допуснати | Голова разлика | Точки |
| ------------ | ------ | ------ | --------- | ------ | -------------- | --------- | -------------- | ----- |
| Общо         | 312    | 136    | 36        | 140    | 691            | 698       | -7             | 444   |
| Домакин      | 154    | 81     | 20        | 53     | 402            | 276       | +126           | 263   |
| Гост         | 156    | 55     | 15        | 86     | 286            | 417       | -131           | 180   |
| Неутр. терен | 2      | 0      | 1         | 1      | 3              | 5         | -2             | 1     |

## Състав 2024/25
Веселин Георгиев
Теодор Вуков
Петър Калпакчиев
Владимир Калпакчиев
Георги Георгиев
Анатоли Спасов
Цветелин Недялков
Роберт Петров
Виктор Йончев
Симеон Велинов
Илиян Георгиев
Илиян Костов
Александър Бъчваров
Дани Йорданов
Емил Кондов
Мартин Чакински
Йоан Николов
Кирил Тасев
Мартин Симеонов
Васил Василев
Добромир Манасиев
Николай Гуцалов
Йордан Николов
Мартин Велков
Явор Димитров
Георги Славов

## Имена на отбора
| Години      | Име             |
| ----------- | --------------- |
|             |                 |
| 1948 – 1989 | „Болшевик“      |
| 1989 – ?    | "Спортист"      |
| 2006 –      | „Спортист-2006“ |

## Други
„Спортист“ (Драговищица) е сред първите тимове, популяризиращи футбола в София област чрез публикации в социалните мрежи, като към май 2022 г. е непрофесионалният отбор в България с най-много последователи във Фейсбук и в топ 10 най-популярни български футболни тимове въобще в социалната мрежа. Клубът има и страница в Инстаграм.